# نقاب (جوين)
نقاب (بالفارسية: نقاب) هي منطقة سكنية تقع في إيران في خراسان رضوي. يقدر عدد سكانها بـ 12,022 نسمة .